# 三宅進
三宅 進（みやけ すすむ、1927年（昭和2年）11月28日 - ）は、「婦人之友社」の元社長（現相談役）。国際空手道連盟 極真武學館 総本部の委員長と武道学館（空手教室）の理事長を兼任。中国・遼寧省鞍山市出身。

## 来歴
- 1948年（昭和23年）の戦後の焼け野原、三宅は、現在の雑司が谷で庭で稽古中の大山倍達、待田京介らと出会う。しかし、当時の三宅は体力に自信があったわけでも空手に興味があったわけでもなく、人間・大山倍達に興味があり、稽古を見学しに行っていたという。
- 1975年（昭和50年）、47歳で極真会館へ入門する。誘われても極真への入門は断り続けていたが、得意先の友人から道着をプレゼントされ、やむなく入門してしまう。
- 黒帯を取ってからも三宅は「私は、極真の中で一番弱い黒帯です」と言う。当時、ほとんど血気盛んな若者が中心の道場の中では異色の存在であった。
- 極真会館では委員長を務め、諸外国からのVIPの応対役を務める。昇段審査会では、大山の隣の席で審査した。
- 大山存命中、婦人之友社の社長となり、大山から5段を授与される。
- 婦人之友社の社長時は、何度も読者代表団率いて中国を訪問。日中両国の交流に尽力した。
- 大山亡き後、極真会館 宗家の委員長を務め、大山喜久子代表と大山家をサポートするが、喜久子氏及び鈴木義和氏の非力なマネージメントと『極真の道』に相応しからなる両名の言動により遂に怒り心頭に発し離別宣言。また、極真時代の同志でもある松尾悟からの依頼を受け、女性や中高年、病弱や気の弱い人でも稽古ができる優しい空手を目指し設立された武道学館の理事も兼務する。

## エピソード
- 審査会の連続組手時、対戦相手表を作る役割をしていたが、仕事が早く、自分でも特殊技能であると話す。
- 他の門下生と比較すると体力的に劣る三宅であったが、52歳で三峰合宿に参加した際、マラソン大会で参加者250人中、16位で走りぬけ大山総裁から褒められる。
- 「押忍（Yes）！」しか言えない空手界であるが、大山から「キミの雑誌にワタシの特集記事を出してもらえんかね・・・？」と頼まれた時、三宅はこれをキッパリ断ったという。それ以来、大山に三宅は信用され、大山からの相談事が多くなったという。
- 大山亡き後、極真会館が分裂。三宅は孤独だったという。夜のとばりに包まれる頃、毎日、総本部の会館近くの公園に足が向かい、無人で灯りが消えた会館を見上げて涙したという。
- 語録「組織よりも、残された大山家を大事にしていきたい」「武士道とは、紳士道なり」